# Prefectura de Okinawa
La prefectura de Okinawa (沖縄県 Okinawa-ken?, okinawense: ウチナーチン Uchinā-chin) es una prefectura japonesa, que comprende una serie de 160 pequeñas islas (de las cuales solo 44 están habitadas) ubicadas en la parte sur de las islas Ryūkyū, un archipiélago al suroeste de la isla de Kyūshū y al noreste de la isla de Taiwán y que integra la región de Kyūshū. Esta prefectura es conocida por tener una historia y una cultura diferente a la del resto del Japón, ya que antiguamente era un reino independiente; asimismo por su geografía y ambiente que se distinguen radicalmente de las islas principales. En esta prefectura se habla mayoritariamente el japonés, aunque un porcentaje de la población (sobre todo ancianos) hablan las lenguas ryukyuenses, una familia de lenguas que tienen parentesco con el japonés, pero que no son considerados como dialectos. También es famosa por ser la cuna de las artes marciales mundialmente conocidas del Karate y del Kobudō.
Okinawa, se subdivide en 11 ciudades (市 -shi) y 5 distritos (郡 -gun) subdivididos en 11 pueblos (町 -chō o -machi) y 19 villas (村 -son o -mura). La capital de la prefectura es la ciudad de Naha, con algo más de 300 000 habitantes y que es el centro cultural, político e histórico de la prefectura. La mayor parte del territorio y de la población se concentra en la isla de Okinawa, aunque también existen otras islas importantes como Miyako-jima, Iriomote e Ishigaki.
Okinawa fue gobernada por el Reino de Ryukyu desde 1429 y anexada de manera no oficial por Japón después de la invasión de Ryukyu en 1609. Okinawa fue fundada oficialmente en 1879 por el Imperio de Japón, después de siete años como el Dominio de Ryukyu, el último dominio del sistema Han. Okinawa fue ocupada por los Estados Unidos durante la ocupación de Japón después de la Segunda Guerra Mundial y fue gobernada por el Gobierno Militar de las Islas Ryukyu desde 1945 hasta 1950 y por la Administración Civil de las Islas Ryukyu desde 1950 hasta que la prefectura fue devuelta a Japón en 1972. Okinawa comprende solo el 0,6 por ciento de la superficie total de Japón, pero alrededor de 26 000 (75 %) del personal de las Fuerzas de los Estados Unidos en Japón está asignado a la prefectura; la presencia militar continua de los Estados Unidos en Okinawa es controvertida.

## Historia
El yacimiento más antiguo del Paleolítico en Okinawa es la cueva Yamashita Daiichi en Naha, con una antigüedad estimada de 32,000 años. Durante el período Jōmon, ya se realizaban travesías en canoas, y se han encontrado obsidiana de Saga y cerámica en Okinawa y las islas Amami, lo que indica intercambios con Kyūshū. Asimismo, cerámica de Okinawa ha sido hallada en la península de Satsuma.
Entre los siglos I y X, durante el período de los concheros, la agricultura aún no se practicaba en Okinawa; la subsistencia se basaba en la pesca, la caza y la recolección. Este período, que abarca aproximadamente desde el cambio de era hasta el siglo VII, se clasifica arqueológicamente como la "fase tardía del período de los concheros". Las viviendas eran de tipo semi-subterráneo o construcciones en terreno llano, y los restos encontrados permiten inferir el estilo de vida de la época.
Del siglo VII al X, se considera la "fase final del período de los concheros", en transición hacia el "inicio del período Gusuku". Se generalizó el uso del hierro, se observaron cambios en las prácticas funerarias y surgieron indicios de formación de aldeas y diferencias de estatus, lo que sugiere el inicio de una estratificación social.
En esta época, Okinawa carecía de registros escritos y no pertenecía a ningún estado, constituyendo una cultura independiente. Aunque existían intercambios menores con el sur de Kyūshū y las islas Amami, no se evidencian influencias o dominaciones externas significativas. Se cree que la lengua y la composición étnica eran únicas, diferenciándose tanto de Japón continental como del sudeste asiático.
Durante el período de los Tres Reinos, coexistían en Okinawa las entidades de Hokuzan (norte), Chūzan (centro) y Nanzan (sur), que competían entre sí. En 1429, Shō Hashi, rey de Chūzan, unificó Okinawa tras derrotar a Hokuzan y Nanzan, estableciendo la Primera Dinastía Shō y dando inicio al Reino de Ryūkyū. Desde entonces, se intensificó el comercio con China y se introdujo el uso de caracteres chinos. El Reino de Ryūkyū, con centro en Naha, prosperó como estado comercial intermediario entre Asia Oriental y el Sudeste Asiático, desarrollando una cultura monárquica única influenciada por Japón, China, Corea y el Sudeste Asiático.
En 1609, el dominio de Satsuma envió tropas a Ryūkyū como parte de su política exterior, colocando al reino bajo su control. Esto llevó a Ryūkyū a mantener simultáneamente relaciones tributarias con China y vínculos con Japón, adoptando una posición diplomática singular en la historia. Durante este período, el Reino de Ryūkyū estabilizó su sistema político y promovió la educación y la cultura confuciana. Aunque la relación con Satsuma influyó en las instituciones y la economía del reino, Ryūkyū continuó cultivando su lengua, artes y creencias propias, fomentando su desarrollo cultural.
En 1872, durante la era Meiji, Ryūkyū fue oficialmente incorporado a Japón, estableciéndose el dominio de Ryūkyū. El rey Shō Tai visitó Edo, fue nombrado señor del dominio y recibió el título de noble. En 1879, con la abolición de los dominios y el establecimiento de las prefecturas en todo Japón, el dominio de Ryūkyū fue disuelto y se creó la prefectura de Okinawa.
Durante la Segunda Guerra Mundial, Okinawa fue el único territorio japonés donde se libró una batalla terrestre. La Operación Iceberg de las fuerzas estadounidenses resultó en la muerte de aproximadamente 200,000 personas en la Batalla de Okinawa. Entre ellas, murieron 66,000 soldados japoneses, 12,500 soldados estadounidenses y alrededor de 122,000 civiles okinawenses, incluidos 94,000 habitantes y 28,000 militares y empleados del ejército originarios de Okinawa. Los ataques con artillería naval, bombardeos y lanzallamas por parte de las fuerzas estadounidenses, así como las ofensivas contra refugios donde se ocultaban soldados y civiles japoneses, causaron numerosas víctimas civiles.Encyclopedia Britannica
Tras el fin de la guerra, Okinawa fue separada del resto de Japón y quedó bajo administración militar estadounidense. Los residentes reconstruyeron sus vidas bajo el gobierno militar, con avances en infraestructura y educación. Se introdujeron cambios significativos en los sistemas político, económico y social, como la adopción del dólar estadounidense en lugar del yen. Durante este período, se incorporaron elementos de la cultura estadounidense, y platos como los tacos y el taco rice se convirtieron en especialidades locales apreciadas por los okinawenses.
El 15 de mayo de 1972, Okinawa fue devuelta oficialmente a Japón, reintegrándose como prefectura. Aunque se unificaron los sistemas administrativos, educativos y económicos con el resto del país, muchas bases militares estadounidenses permanecieron, lo que continúa siendo un desafío regional.
Actualmente, Okinawa sigue promoviendo su rica cultura y tradiciones. La música de Ryūkyū, el sanshin, el eisa y la gastronomía okinawense son ampliamente apreciados en todo Japón, influyendo en escenarios de anime y en la música J-pop.
Se están realizando esfuerzos para preservar y enseñar el idioma okinawense (uchināguchi), con iniciativas gubernamentales y comunitarias que incluyen clases en escuelas y actividades para transmitir las artes tradicionales a las nuevas generaciones.
Sin embargo, persisten desafíos como la concentración de bases militares estadounidenses, lo que plantea cuestiones sobre el equilibrio entre el desarrollo regional y las políticas de seguridad. En este contexto, Okinawa, con su historia multicultural y multilingüe, continúa desempeñando un papel significativo en la sociedad japonesa contemporánea.

## Geografía

### Localización geográfica y generalidades
La prefectura de Okinawa abarca una serie de islas localizadas entre el mar de la China Oriental y el océano Pacífico, específicamente entre los paralelos 24° y 27° N y los meridianos 122° y 131° E. Esta prefectura consiste de la parte meridional de la cadena de las islas Ryukyu, establecidas de manera diagonal y que hacen un puente entre la isla de Kyushu y la isla de Taiwán. Esta sección del archipiélago es conocido como Ryūkyū Shotō, a diferencia de la parte septentrional, conocida como Satsunan Shotō y que pertenece administrativamente a la prefectura de Kagoshima.

### Islas
Dentro de la prefectura se dividen en varias subcadenas de islas:
- Islas Okinawa (沖縄諸島 Okinawa Shotō?): Es la principal subcadena de las islas Ryukyu, y es en donde se encuentra establecida la mayor cantidad de población de la prefectura; fue el epicentro del Reino Ryukyu. Se pueden destacar las siguientes islas:
  - Isla de Okinawa (沖縄本島 Okinawa-hontō?): La mayor isla de la subcadena y la mayor de todas las islas Ryukyu con 1206,49 km² y la más poblada con 1,23 millones de personas. Se caracteriza ser despoblado en el norte, pero bastante urbanizado en el sur; la altura máxima es el Yonaha-dake (498 m). En esta isla se encuentran la capital de la prefectura Naha y otras ciudades importantes como la ciudad de Okinawa, Nago, Ginowan, entre otros.
  - Iejima (伊江島?): Esta isla se encuentra a 9 kilómetros de la isla de Okinawa y posee un área de 22,75 km².
  - Kumejima (久米島?): Es la segunda isla en tamaño en la subcadena y quinta en toda la prefectura, tiene una extensión de 63,5 km² y es conocida por su belleza y sus tierras fértiles.
  - Islas Kerama (慶良間諸島 Kerama Shotō?): Un grupo de ocho pequeñas islas, algunas deshabitadas y muy cerca una de la otra y que se encuentran a 40 km al oeste de la isla de Okinawa, tienen un área de 19,18 km². Las islas más importantes son Tokashikijima (渡嘉敷島?), Zamamijima (座間味島?), Akashima (阿嘉島?) y Gerumajima (慶留間島?).

- Islas Miyako (宮古諸島 Miyako Shotō?): Esta pequeña cadena se encuentra en la parte este y se subdivide en las siguientes islas:
  - Miyakojima (宮古島?): Es la principal isla de este grupo y la cuarta en tamaño de toda la prefectura, tiene 158,7 km² y se encuentra a medio camino de la isla de Okinawa y Taiwán. Su altura máxima es de 115 metros y es famosa por sus preciosas playas de aguas claras.

- Islas Yaeyama
  - Isla Iriomote
  - Isla Ishigaki
  - Isla Yonaguni

- Islas Senkaku
- Islas Daitō (大東諸島 Daitō Shotō?): Archipiélago que se encuentra a 340 km al este de la isla de Okinawa, conforman tres islas que no pertenecen a la cadena principal de las Ryukyu; estas islas son: 
  - Minami Daitō-jima (南大東島?) con 30,6 km², Kita Daitō-jima (北大東島?) con 12,71 km² y Oki Daitō-jima (沖大東島?) con 1,15 km² Cabe anotar que Oki Daitō-jima está aislada, se encuentra a 150 km al sur de Minami Daitō-jima y está deshabitada.

- Iheyajima (伊平屋島?): Tiene un área de 21,72 km².
- Agunijima (粟国島?): Esta pequeña isla de 7,35 km² se localiza entre Kumejima e Iejima.
- Izenajima (伊是名島?): Localizada al sur de Iheyajima, es el lugar tradicional de nacimiento del rey Sho-en, primer rey de la segunda dinastía ryukyuense. Tiene un área de 15,42 km².
- Tonaki-jima (渡名喜島?): Con 3,74 km², esta isla se localiza entre Kumejima y la isla de Okinawa. Conformada por la aldea Tonaki.
- Islas Sakishima (先島諸島 Sakishima Shotō?): Es la subcadena meridional de las islas Ryukyu, está subdividida en varias cadenas menores:
  - Ikemajima (池間島?): Una pequeña isla muy cercana a Miyakojima, posee un área de 2,8 km².
  - Irabujima (伊良部島?): Isla situada al noroeste de Miyakojima, es la segunda en tamaño del grupo, tiene 39,2 km².
  - Kurimajima (来間島?): Isla pequeña al noroeste de Miyakojima, posee un área de 2,9 km².
  - Taramajima (多良間島?): Isla localizada entre Ishigakishima y Miyakojima, tiene un área de 19,4 km².
  - Minnajima (水納島?): Isla al norte de Taramajima, posee un área de 2,5 km².

### Parques naturales
Aproximadamente el 36 % de la superficie total de la prefectura fue designada como parques naturales, los Parques Nacionales Iriomote-Ishigaki, Kerama Shotō y Yambaru; los Parques Cuasi-Nacionales Okinawa Kaigan y Okinawa Senseki; y los Parques Naturales Prefecturales Irabu, Kumejima, Tarama y Tonaki.

### Ecología
El Dugong dugon es un mamífero marino en peligro de extinción relacionado con el manatí. Iriomote es el hogar de una de las especies de gatos más raras y en peligro de extinción del mundo, el gato de Iriomote. La región también alberga al menos una víbora de foseta endémica, Trimeresurus elegans. Las islas de Okinawa están rodeadas por algunos de los arrecifes de coral más abundantes del mundo. La colonia más grande del mundo de raro coral azul se encuentra frente a la isla de Ishigaki. Las tortugas marinas regresan anualmente a las islas del sur de Okinawa para poner sus huevos. Los meses de verano llevan advertencias a los nadadores sobre medusas venenosas y otras criaturas marinas peligrosas.

### Clima
El clima de la prefectura de Okinawa se caracteriza principalmente por ser de tipo subtropical, lo que queda en evidencia en invierno donde la temperatura promedio alcanza los 18 °C. La estación lluviosa, que comienza a mediados de mayo y finaliza en julio, se caracteriza por la intensidad de las lluvias.
El clima existente en la prefectura es muy diferente al existente en la Japón. Debido a las temperaturas templadas, existe una gran variedad de especies únicas en el mundo, como el gato de Iriomote, el Yanbarukuina (un ave que no puede volar). Junto a la fauna, las islas también poseen varias plantas subtropicales como mangles e hibiscus.
Debido a la variedad de especies, Okinawa es llamada como "La isla Galápagos del Oriente".
Temperaturas
- Máxima anual: 33,6 °C
- Mínima anual: 10,7 °C
- Promedio anual: 23,0 °C

Lluvias y Humedad
- Promedio anual: 1736 mm
- Humedad relativa: 74,2 %

| Parámetros climáticos promedio de Naha, Okinawa (1980-2009) | Parámetros climáticos promedio de Naha, Okinawa (1980-2009) | Parámetros climáticos promedio de Naha, Okinawa (1980-2009) | Parámetros climáticos promedio de Naha, Okinawa (1980-2009) | Parámetros climáticos promedio de Naha, Okinawa (1980-2009) | Parámetros climáticos promedio de Naha, Okinawa (1980-2009) | Parámetros climáticos promedio de Naha, Okinawa (1980-2009) | Parámetros climáticos promedio de Naha, Okinawa (1980-2009) | Parámetros climáticos promedio de Naha, Okinawa (1980-2009) | Parámetros climáticos promedio de Naha, Okinawa (1980-2009) | Parámetros climáticos promedio de Naha, Okinawa (1980-2009) | Parámetros climáticos promedio de Naha, Okinawa (1980-2009) | Parámetros climáticos promedio de Naha, Okinawa (1980-2009) | Parámetros climáticos promedio de Naha, Okinawa (1980-2009) |
| Mes                                                         | Ene.                                                        | Feb.                                                        | Mar.                                                        | Abr.                                                        | May.                                                        | Jun.                                                        | Jul.                                                        | Ago.                                                        | Sep.                                                        | Oct.                                                        | Nov.                                                        | Dic.                                                        | Anual                                                       |
| ----------------------------------------------------------- | ----------------------------------------------------------- | ----------------------------------------------------------- | ----------------------------------------------------------- | ----------------------------------------------------------- | ----------------------------------------------------------- | ----------------------------------------------------------- | ----------------------------------------------------------- | ----------------------------------------------------------- | ----------------------------------------------------------- | ----------------------------------------------------------- | ----------------------------------------------------------- | ----------------------------------------------------------- | ----------------------------------------------------------- |
| Temp. máx. media (°C)                                       | 19.5                                                        | 19.8                                                        | 21.7                                                        | 24.1                                                        | 26.7                                                        | 29.4                                                        | 31.8                                                        | 31.5                                                        | 30.4                                                        | 27.9                                                        | 24.6                                                        | 21.2                                                        | 25.7                                                        |
| Temp. media (°C)                                            | 17.05                                                       | 17.3                                                        | 19.1                                                        | 21.55                                                       | 24.25                                                       | 27.1                                                        | 29.3                                                        | 29.05                                                       | 27.95                                                       | 25.5                                                        | 22.25                                                       | 18.75                                                       | 23.2                                                        |
| Temp. mín. media (°C)                                       | 14.6                                                        | 14.8                                                        | 16.5                                                        | 19.0                                                        | 21.8                                                        | 24.8                                                        | 26.8                                                        | 26.6                                                        | 25.5                                                        | 23.1                                                        | 19.9                                                        | 16.3                                                        | 20.8                                                        |
| Precipitación total (mm)                                    | 107.0                                                       | 119.7                                                       | 161.4                                                       | 161.4                                                       | 231.6                                                       | 247.2                                                       | 141.4                                                       | 240.5                                                       | 260.5                                                       | 152.9                                                       | 110.2                                                       | 102.8                                                       | 2040.8                                                      |
| Días de precipitaciones (≥ 1 mm)                            | 12.9                                                        | 12.1                                                        | 13.7                                                        | 12.0                                                        | 13.0                                                        | 11.7                                                        | 10.4                                                        | 13.6                                                        | 12.5                                                        | 10.4                                                        | 10.7                                                        | 10.5                                                        | 143.5                                                       |
| Horas de sol                                                | 94.2                                                        | 87.1                                                        | 108.3                                                       | 123.8                                                       | 145.8                                                       | 163.6                                                       | 238.8                                                       | 215.0                                                       | 188.9                                                       | 169.6                                                       | 123.0                                                       | 115.6                                                       | 1774.0                                                      |
| Humedad relativa (%)                                        | 67                                                          | 70                                                          | 73                                                          | 76                                                          | 79                                                          | 83                                                          | 78                                                          | 78                                                          | 76                                                          | 71                                                          | 69                                                          | 66                                                          | 74                                                          |
| Fuente: JMA (1981-2010) 16 de febrero de 2013               |                                                             |                                                             |                                                             |                                                             |                                                             |                                                             |                                                             |                                                             |                                                             |                                                             |                                                             |                                                             |                                                             |

### Patrimonio Natural de la Humanidad
- Daisekirinzan se localiza en Hedodake, fue declaró Patrimonio Natural de la Humanidad en julio de 2021, por la Unesco junto con la isla de Iriomote-jima.[20]

## División territorial

### Ciudades
- Ginowan (宜野湾市)

Mapa de la prefectura de Okinawa

- Ishigaki (石垣市), centro político, cultural, y económico de las Islas Yaeyama.
- Itoman (糸満市), conocida como la ciudad pesquera.
- Miyakojima (宮古島市)
- Nago (名護市), es conocida por ser el primer lugar en Japón en tener flores de cerezo de cada año.
- Naha (capital, 那覇市)
- Nanjō (南城市), significa "castillo del sur".
- Okinawa (antiguamente Koza, 沖縄市)
- Tomigusuku (豊見城市), estaba considerada como el pueblo más grande de Japón.
- Urasoe (浦添市)
- Uruma (うるま市),  significa coral (uru) + isla (ma).

### Pueblos y villas
| - Distrito de Kunigami (国頭郡) - Ginoza (宜野座村) - Higashi (東村) - Ie (伊江村) - Kin (金武町) - Kunigami (国頭村) - Motobu (本部町) - Nakijin (今帰仁村) - Onna (恩納村) - Ōgimi (大宜味村) | - Distrito de Miyako (宮古郡) - Tarama (多良間村) - Distrito de Nakagami (中頭郡) - Chatan (北谷町) - Kadena (嘉手納町) - Kitanakagusuku (北中城村) - Nakagusuku (中城村) - Nishihara (西原町) - Yomitan (読谷村) | - Distrito de Shimajiri (島尻郡) - Aguni (粟国村) - Haebaru (南風原町) - Iheya (伊平屋村) - Izena (伊是名村) - Kitadaitō (北大東村) - Kumejima (久米島町) - Minamidaitō (南大東村) - Tokashiki (渡嘉敷村) - Tonaki (渡名喜村) - Yaese (八重瀬町) - Yonabaru (与那原町) - Zamami (座間味村) - Distrito de Yaeyama (八重山郡) - Taketomi (竹富町) - Yonaguni (与那国町) |

## Demografía

### Grupos étnicos
Los indígenas ryukyuenses zuri me gusta 
a mayoría de la población de la prefectura de Okinawa y son también el principal grupo étnico de las islas Amami, al norte. Existen grandes comunidades de la diáspora okinawense en lugares como Sudamérica y Hawái. Con la introducción de bases militares estadounidenses, cada vez hay más niños medio estadounidenses en Okinawa, entre ellos el gobernador de la prefectura, Denny Tamaki. La prefectura también cuenta con una considerable minoría de personas de Yamato procedentes del Japón continental; es difícil establecer las cifras exactas de población, ya que el gobierno japonés no reconoce oficialmente a los ryukyuanos como un grupo étnico distinto de los yamatos.
La identidad étnica general de los residentes de Okinawa está bastante dividida. Según una encuesta telefónica realizada por Lim John Chuan-tiong, profesor asociado de la Universidad de las Ryukyus, el 40,6 % de los encuestados se identificaba como "沖縄人 (okinawense)", el 21,3 % como "日本人 (japonés)" y el 36,5 % como ambos.

### Población
Composición por edades
Cantidad de población en rango de edad de 5 años

Población estimada al 1 de octubre de 2004 

Total [en miles de personas]
| Rango         | Población |
| ------------- | --------- |
| 0-4 años      | 84        |
| 5-9           | 84        |
| 10-14         | 86        |
| 15-19         | 90        |
| 20-24         | 94        |
| 25-29         | 94        |
| 30-34         | 101       |
| 35-39         | 89        |
| 40-44         | 90        |
| 45-49         | 94        |
| 50-54         | 101       |
| 55-59         | 70        |
| 60-64         | 65        |
| 65-69         | 66        |
| 70-74         | 55        |
| 75-79         | 39        |
| 80 años y más | 58        |

Cantidad de población en rango de edad de 5 años

Población estimada al 1 de octubre de 2004 

Comparación entre hombres y mujeres [en miles de personas]
| Hombres | Rango         | Mujeres |
| ------- | ------------- | ------- |
| 43      | 0-4 años      | 41      |
| 43      | 5-9           | 41      |
| 44      | 10-14         | 42      |
| 46      | 15-19         | 44      |
| 48      | 20-24         | 46      |
| 47      | 25-29         | 47      |
| 50      | 30-34         | 51      |
| 44      | 35-39         | 45      |
| 45      | 40-44         | 45      |
| 48      | 45-49         | 46      |
| 52      | 50-54         | 49      |
| 36      | 55-59         | 34      |
| 32      | 60-64         | 33      |
| 32      | 65-69         | 34      |
| 26      | 70-74         | 29      |
| 15      | 75-79         | 24      |
| 17      | 80 años y más | 41      |

## Economía
Durante los años 1960 y tras la Segunda Guerra Mundial, los gobiernos de Japón y Estados Unidos negociaron el retorno de los territorios de Okinawa al estado japonés, siendo aceptada en 1972, lo que trajo consigo el desalojo de varias bases militares estadounidenses influyendo en una importante reducción de la población de la prefectura, generando que el nuevo gobierno que iniciaba su legislatura comenzara a dejar de basar su economía en la dependencia de la ocupación militar a una fuente de riqueza más estable, para asegurar el crecimiento económico de los habitantes de la región.
Atendiendo a este panorama, se desarrolló el plan de desarrollo económico llamado "Okinawa Fukko Kaihatsu Keikaku". Este plan constaba de tres partes con tres períodos distinto. La primera etapa se planeó para ser desarrollada entre los años 1992 y 1999, siendo la principal meta la revisión de las diferencias entre el desarrollo económico de Japón y Okinawa y ajustar una política de crecimiento independiente al gobierno central. En la tercera etapa, que ya es la implementación, se espera mejorar la relación entre la cultura y la economía, siendo mencionado como objetivo en la tercera meta de este plan.
Cinco años después de la reversión, el mayor problema en Okinawa era el desempleo. La economía mundial se encontraba en medio de una depresión tras la primera gran alza del petróleo. Durante esta época se desarrolló la Exposición del Océano, donde se construyeron hoteles y caminos para albergar la cita, pero tras este pequeño auge, varios de los nuevos negocios se vieron en la obligación de declararse en bancarrota. En este periodo, el desempleo poseía una tasa de cercana al 6,8 % (en 1977), siendo 500 veces mayor que el 1 % registrado en 1971.
El aumento del desempleo en Okinawa se puede explicar en tres razones:
- Un gran número de personas trabajaban en las bases militares de Estados Unidos, incluyendo a personas adultas y ancianas, quienes no pudieron encontrar un nuevo empleo.
- Muchas personas que se vieron afectadas por el retorno del territorio a Japón, como los subcontratistas de Estados Unidos.
- Los efectos dejados por la Exposición del Océano, como los negocios en bancarrota.

El Banco de Japón realizó importantes aportes durante el retorno a Japón, incrementando su aporte monetario al gobierno local. Aun así, el ingreso por los conceptos turísticos fueron también aumentando, teniendo un incremento desde 1971 desde 200 000 turistas hasta 3 millones (en 1991), convirtiéndose así el turismo como una de las principales fuentes de riquezas de la prefectura.
La producción industrial en la prefectura se ha mantenido en un lento auge desde 1972, debido principalmente que la mayoría de los recursos se concentran en los servicios terciarios, como el comercio y el turismo, mientras que los servicios primarios y secundarios no son tan fuertemente invertidos por el gobierno local. En 1991, el 79 % de los recursos eran destinados al comercio un 19 % a la manufactura y tan solo un 2,8 % a la agricultura. En 2005, Okinawa tiene la única producción de euglena (pertenece a Euglena (empresa)) del mundo. Euglena es un tipo de micro alga.
Las 34 instalaciones militares estadounidenses en Okinawa cuentan con el apoyo financiero de Estados Unidos y Japón. Las bases proporcionan empleo a los habitantes de Okinawa, tanto directa como indirectamente. En 2011, el ejército estadounidense empleó a más de 9800 trabajadores japoneses en Okinawa. El gobierno de Tokio también paga al gobierno de la prefectura alrededor de 10 mil millones de yenes por año en compensación por la presencia estadounidense, incluido, por ejemplo, el alquiler pagado por el gobierno japonés a los habitantes de Okinawa en cuyas tierras están situadas las bases estadounidenses. El 13 de enero de 2015, en respuesta a la elección ciudadana del gobernador Takeshi Onaga, el gobierno nacional anunció que se recortará la financiación de Okinawa, debido a la postura del gobernador de retirar las bases militares estadounidenses de Okinawa, algo que el gobierno nacional no quiere que suceda.
La Oficina de Visitantes y Convenciones de Okinawa está explorando la posibilidad de utilizar las instalaciones de las bases militares para reuniones, conferencias y exposiciones a gran escala.
Por otro lado, en Okinawa se cría el cerdo de raza agu, nativo de la isla. En la isla Ishigaki se produce la carne de Ishigaki similar a la categoría wagyu.

### Turismo
Su principal atractivo son las playas. 
También posee el Okinawa World, parque temático con las atracciones de Reino Cultural y Gyokusendō, este último es una cueva de 5 kilómetros.
En 2025, evalúan implementar un impuesto al alojamiento por el turismo masivo en algunas zonas, similar al efectuado por otras ciudades como Kioto.

## Cultura

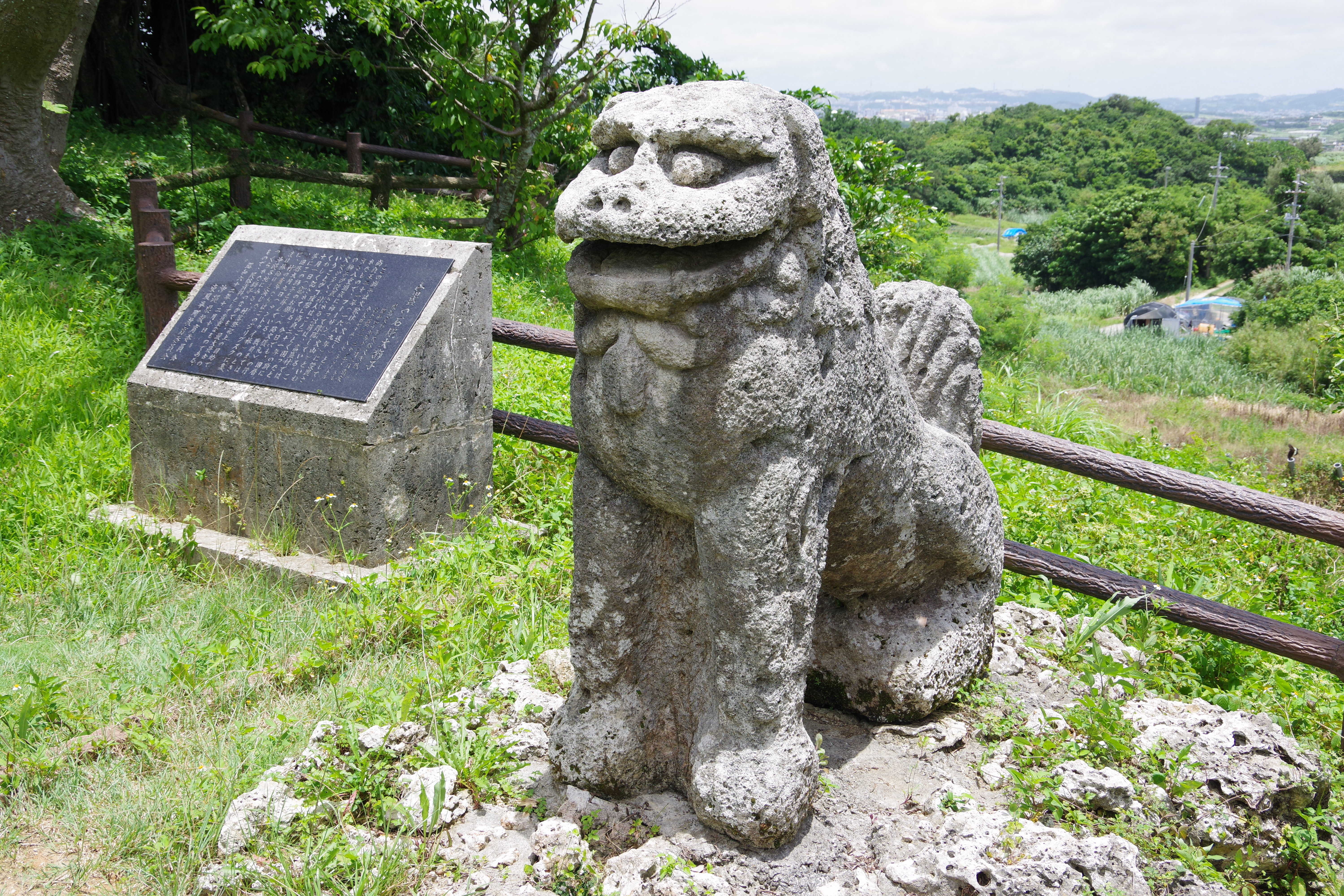
Shisa

Okinawa ha desempeñado desde la antigüedad un papel importante como puerto de comercio que conectaba el archipiélago japonés con las regiones circundantes. Debido a la influencia de varios países vecinos, como Japón, el sudeste asiático y China, Okinawa ha desarrollado una cultura propia que se distingue dentro de Japón. Existen diferentes dialectos derivados del idioma okinawense y del dialecto de Kyushu, pero en la actualidad la mayoría de los okinawenses utiliza el japonés estándar o el “uchinaa-yamatoguchi”(うちなーやまとぐち), una variedad comprensible para los hablantes de japonés. Sin embargo, el número de hablantes de los idiomas tradicionales ha disminuido con el tiempo. El gobierno japonés y las autoridades locales han puesto en marcha iniciativas para proteger estos idiomas, como la emisión de programas de radio y televisión en okinawense.
Étnicamente, los habitantes de Okinawa están compuestos por personas originarias de Kyushu, como los pueblos Jomon, y personas procedentes del sudeste asiático, incluyendo Filipinas. Por esta razón, desde la antigüedad hasta la actualidad, el comercio con Kyushu ha sido especialmente activo, y la influencia cultural de Kyushu se observa con frecuencia en Okinawa. Por otro lado, también se pueden encontrar elementos de la cultura okinawense en Kyushu.
Los 'shīsā' o Shisa, son seres mitológicos japoneses típicos de la cultura Ryukyu presente en la prefectura. Generalmente se encuentran representados sentados, y se colocan flanqueando las puertas de entrada o sobre el tejado frontal de la casa, donde juegan un papel protector como guardianes contra los malos espíritus.

### Artes marciales
El karate tuvo su origen en Okinawa, antes de volverse popular a nivel mundial. Originariamente formado por artes marciales autóctonas como el Naha-Te, Shuri-Te y Tomari-Te, de las cuales se fueron formando las distintas escuelas o estilos de Karate-Do que existen en la actualidad. Las formas de lucha de Okinawa se originaron tomando fundamentos de algunos estilos de Kung-Fu y artes marciales chinas debido a la proximidad geográfica. En la actualidad el Karate-Do como deporte es una de Artes Marciales más practicadas en el mundo, también en okinawa nacieron otros estilos de artes marciales como el Kobudo que fue originado por los aldeanos para defenderse con armas agrícolas, el Tegumi y el Motobu ryu Udundi, que era el arte marcial que practicaba la familia real de Okinawa.

### Lingüística[36]
La lengua original de Okinawa pertenece a una mezcla de la familia del japonés y el Ryukyu, la cual se extendió desde Hokkaido (al norte de Japón) a Yonaguni (a 73 km de Taiwán) al sur de la isla de Okinawa. Varios investigadores estima que la separación de los dialectos de Shuri de Okinawa y Kyoto en Japón fue cercano a los siglo VI y mitad del XII, siendo considerado el lenguaje Ryukyu como un lenguaje independiente por sus nulas relaciones entre la morfología, fonética y aspectos léxicos que rigen al idioma.
Con el lenguaje Ryukyu que se había extendido en un gran área del océano Pacífico, también poseía subdivisiones propia derivados de la existencia de varios poblados donde se adoptaba la lengua local mezclado con aspectos lingüísticos del lenguaje de Okinawa. El dialecto Shuri fue el lenguaje estándar utilizado por el reino de Ryukyu que fue establecido por el Rey Sho Shin (1477-1526). Fue la lengua oficial usada en las conversaciones en la clase aristócrata en las cercanías del castillo de Shuri. La mayoría de las canciones y poemas están compuestos bajo el dialecto Shuri.

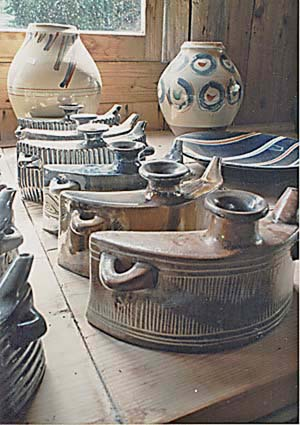
Ollas Awamori.

### Cerámica[37]
La técnica de cerámicas de Okinawa no llegó hasta el siglo XII tras la importación masiva de vasijas y otros utensilios desde los países y regiones cercanas a la prefectura. Sin embargo, su máximo llegó en pleno siglo XIV, lo cual fue denominado como "La Era de la Cerámica Importada", siendo importada cerámicas desde China, Corea y otras regiones de Japón.
El nacimiento de la cerámica local fue entre los siglos XV y XVI, siendo iniciada la técnica de cerámica Nanban-yaki, la cual se unió a las técnicas de producción de Awamori, estando los principales centros de producción en Chibana y Kina, estando influenciados principalmente por las raíces desde el suroeste de Asia.
En estos siglos se crean los estilos que marcarán las formas de hacer y pensar las distintas cerámicas, entre los principales expositores de este tiempo son Ichiroku, Hirata Tensu, Wakata, Takaraguchi y Nakandakari Chigen.
Las raíces de las expresiones en cerámica actuales derivan principalmente en 1682, por la anexión de Chibana, Wakuta, y Takaraguchi a Tsuboya. Esta nueva distribución se potenció en la dinastía de Ryukyu debido a los tratos referenciales del Shogunato, quienes entregaban vasijas de cerámica a sus guerreros por las conquistas militares que realizaban.
En el inicio de la era Meiji y con la abolición del feudalismo, los artesanos de la cerámica se vieron forzados a la libre competencia de mercado, dejando de lado las protecciones impuestas por el Shogunato. Además, debido a la anexión de Okinawa a Japón, las distintas regiones de Japón, las formas de hacer las vasijas y otros utensilios se extendieron por todas las regiones de Japón, añadiendo más y mejores técnicas para elaborar las artesanías.
Tras el final de la Segunda Guerra Mundial, los suburbios de Tsuboya fueron rápidamente liberados del dominio de las fuerzas armadas de Estados Unidos, comenzando la reconstrucción de Okinawa en esta ciudad. Para crear nuevos empleos, los artesanos de jo-yachi y Ara-yachi se establecieron en la Fábrica de Cerámica de Tsuboya y Cerámica Okinawa Inc., lo cual derivó en una gran producción de vasijas y otros utensilios de cerámica, revitalizando el área industrial de la prefectura.
Tras un auge de la producción y la estabilización del mercado interno, los artesanos comenzaron a crear ferias y otros eventos de exposición. Existen exhibiciones como "Okiten" (una gran muestra de arte) en las cuales se muestra los distintos movimientos y usos de las distintas artes de la prefectura.

### Artesanía en vidrio[38]
La artesanía en vidrio fue introducido en Okinawa en el siglo XVII donde se utilizaba el vidrio principalmente como elemento decorativo para los objetos religiosos. El pintor Tentsu Hirata introdujo este cambio con el busto de Kaizan Buddhist para el templo de Enkakuji.
Antes de la era Meiji, el vidrio era importado desde Japón, pero por lo general los embarques llegaban con daños, o no llegaban, debido a los naufragios o las intensas corrientes que existía en el mar. Esto originó la primera fábrica de vidrio, que se constituyó por artesanos de Nagasaki. Ellos instalaron su fábrica instaurando la producción de una amplia gama de productos de vidrios, como lámparas, botellas, etc. La producción de vidrio en la prefectura de Okinawa continuó hasta la Segunda Guerra Mundial, donde la fábrica fue destruida en la invasión aliada.
Tras el final de la guerra y antes de la entrega de Okinawa por parte de Estados Unidos, la fabricación de vidrio tuvo un segundo auge, pero se vio empañado por el descubrimiento y el empleo del plástico como sustituto para recipientes. Sin embargo, varios de los objetos de uso diario aún eran de vidrio. Es durante esta época cuando aparece el vidrio coloreado en Okinawa, debido al reciclaje de vidrio usado que generaban las bases militares.
Tras la anexión de Okinawa a Japón, el vidrio se utilizó principalmente para crear recuerdos para los turistas que visitaban las ciudades de la prefectura, pero aún los artesanos trabajaban por cuenta propia. A mediados de la década de 1980, se abrieron seis fábricas de vidrio que agrupaban a los artesanos para generar de forma más eficiente la artesanía.
A finales del siglo XX, ya había cerca de 18 estudios de fabricación de vidrio y la mayoría de la producción se orientaba a recuerdos para turistas.

### Música[39]
Antes de la Segunda Guerra Mundial
La música en Okinawa ha variado mucho desde sus inicios que se registran aproximadamente en el siglo XI. Las primeras canciones de creación en Okinawa eran las Kamiuta, que eran melodías sagradas que se entonaban principalmente en los festivales y actos religiosos, que se suponían ayudaban a la cosecha de los cultivos y la salud.
Entre los siglos XIV y XV, la influencia de la cultura China llega a Okinawa, mediante la llegada de embajadores o enviados por el emperador chino a la isla. Entre alguna de las influencias, se puede destacar la introducción del shamisen en la instrumentalización de música autóctona. En este mismo período aparece las canciones con tiempos rítmicos de 8-8-8-6 versos.
En el inicio del siglo XVI aparece la primera gran obra recopilatoria de las baladas cantadas en Okinawa, que fue llamada como Omoro-soushi, compilada por la Corte Real de Shuri. Su extensión es de 22 tomos. Algunas de las canciones de esta recopilación son acompañadas por el baile conocido como Eisa, el cual se referencia como Yesa en Omoro-soushi.
En el siglo XVII, varios famosos compositores de música clásica de Okinawa hacen sus aportes a la música local, teniendo una importancia ritual y sagrado, como ya lo tenía con anterioridad. Sin embargo, y debido a la invasión del clan Satsuma a Okinawa, se crean nuevos estilos musicales de la época, debido Kenchu Kochi, Chokun Tamagusuku, Choki Yakabi, quienes formaron el estilo Kuduchi. Este estilo fue muy popular en el período Edo, siendo su principal exponente Yakabi Choki, y se conformó por canciones de 7-5 versos, que se podía acompañar con el shamisen y se frecuentaba entonar en los viajes.
A inicios del siglo XX, la ópera Tumaiaka es la ópera más popular de Okinawa de la época, la cual narra una relación amorosa trágica que se ambienta en la época feudal. Debido a la buena acogida de la ópera, la música se vio potenciada a seguir su producción musical. Sin embargo, y a pesar de este auge, la música en Okinawa se ve abruptamente interrumpida por la Segunda Guerra Mundial y la invasión aliada.
Después de la Segunda Guerra Mundial
Tras la guerra, Choki Fukuhara se reconoce como el precursor de música folclórica en Okinawa. Actuó como investigador, y recolectó las canciones de todas las zonas cercanas a la prefectura. Otra persona destacada fue Shuei Kohama, quien junto a su sanshin, una especie de shamisen de Okinawa, quien hizo dueto con Rinsho Kadekaru e interpretaron varias canciones de la antigüedad de Okinawa, cercanas del siglo XVI.
Siguiendo este relanzamiento de la música clásica de Okinawa, varios artistas siguieron la senda, interpretando piezas la música autóctona basados en la obra Omoro-soushi. Es por esto que se destaca dentro de este grupo a Rinsuke Teruya, quien montó el "Watabu Show" siendo su principal objetivo ser una comedia ligera, utilizando elementos rítmicos de la música clásica, como los versos escritos en 7-5 sílabas.
Reincorporación de Okinawa a Japón
En la década de 1960, el grupo Okinawa Folk Mura inició un proceso de cambio en la música actual, incluyendo temáticas de actualidad que, tras la reincorporación a Japón, se centraron principalmente en la opresión sufrida por el pueblo japonés a manos de los militares de Estados Unidos.
Desde entonces, la música se ha centrado en los nuevos estilos musicales que se escuchan a nivel mundial y busca encantar a las personas con ritmos actuales y siguen la tendencia mundial en los ritmos e influencias a la música.

### Kumiodori
El kumiodori es una forma tradicional de teatro musical y danza originaria de Okinawa. Aunque comparte ciertas similitudes con el kabuki japonés, sus orígenes se remontan al siglo XVIII, durante la época del Reino de Ryūkyū. El kumiodori se utilizaba originalmente para entretener a enviados extranjeros. En 2010, fue inscrito como Patrimonio Cultural Inmaterial de la Nación en Japón.

### Gastronomía

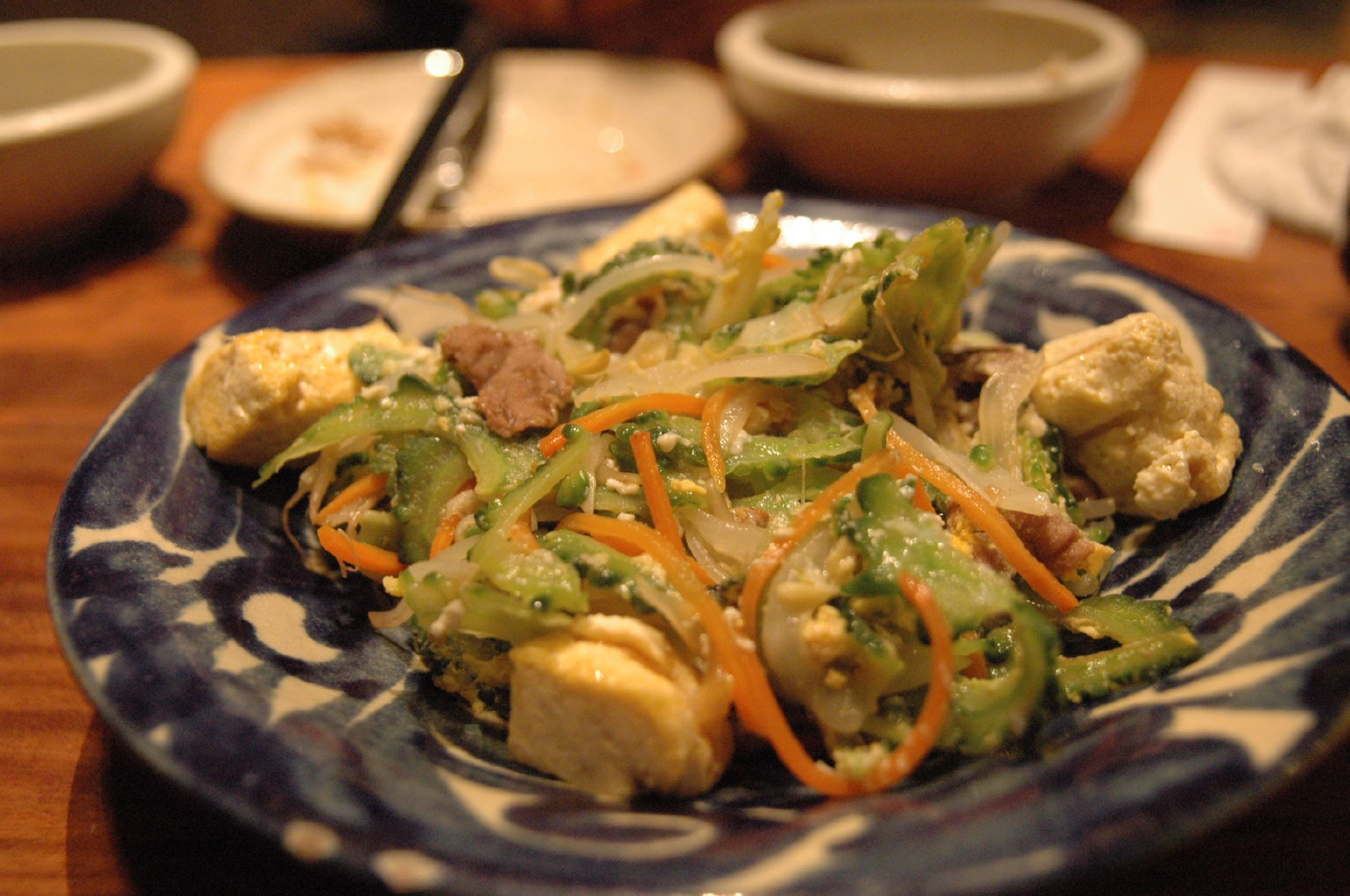
El chanpuru es uno de los platos tradicionales más conocidos en la prefectura de Okinawa

La cocina de Okinawa es conocida como una de las más dulces de Japón.[cita requerida]
El cerdo es un ingrediente muy importante, y cada parte del cerdo es usado, desde las pezuñas hasta las orejas, e inclusive sus tripas. Otros ingredientes locales son los productos derivados del mar,vegetales y frutas salvajes. El azúcar negro y el awamori, que es una especie de licor similar al brandy a base de arroz, son usados para cocinar junto con la salsa de soya y el miso. El kooreegusu es un condimento local a base de pimientos rojos marinados en awamori.
El método más común de cocinado en la gastronomía de Okinawa es por frito. Se utiliza para crear el chanpuru, que es una combinación de tofu, puerros y huevos además de otros ingredientes, siendo cocinados con el método de frito. Otro platillo típico es el rafuti que es cerdo guisado en miso, salsa de soya, azúcar y awamori, el cual se asemeja mucho al plato chino llamado kakuni.

## Transporte
En la Prefectura de Okinawa existen variados medios de comunicación entre las islas, siendo primordiales los transportes marítimos y aéreo.

### Transporte terrestre

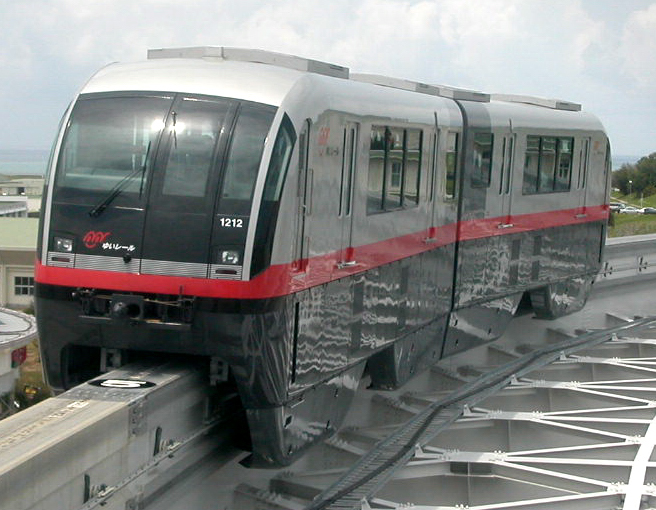
Monorrail de Okinawa

La prefectura posee una pequeña red de carreteras y autopistas, localizadas principalmente en las islas mayores. Las vías más importantes son la Ruta Nacional 58, una autopista que se extiende de manera interrumpida desde la prefectura de Kagoshima y que llega a la ciudad de Naha en Okinawa. Otra vía importante es la Autopista de Okinawa que tiene un recorrido de 57,3 km sobre la isla de Okinawa.
En Okinawa existió una red de ferrocarriles y tranvías, pero cesaron en la década de 1940. Desde 2003 existe el Monorrail de Okinawa, una línea de monorraíl que cruza Naha y tiene una longitud de 12,8 km.

### Transporte aéreo
Para llegar a la Prefectura de Okinawa mediante vuelos comerciales, se puede realizar desde el aeropuerto de Narita en Tokio por Japan Airlines y All Nippon Airways. Ambas líneas comerciales llegan al aeropuerto de Naha.
También el aeropuerto de Naha recibe vuelos extranjeros que provienen de países cercanos como Corea del Sur, China y Taiwán.
La mayoría de los vuelos comerciales provienen de la isla principal de Japón, siendo este punto clave para la comunicación comercial y turística de la prefectura. Los turistas desde distintas partes del mundo pueden hacer conexiones en Norteamérica o en Europa para poder llegar a Okinawa.
Desde América del Sur y el Caribe
Por lo general, la mayoría de los vuelos comerciales a Okinawa son mediante la interconexión en el Aeropuerto Internacional de Los Ángeles, Aeropuerto Internacional John F. Kennedy de Nueva York o Aeropuerto Intercontinental George Bush de Houston, todos en Estados Unidos y algunos aeropuertos de Canadá. Para los vuelos que son desde Chile o Argentina, la principal ruta es vía São Paulo y luego a algún aeropuerto estadounidense.
Otro medio es mediante la combinación con Europa, saliendo vuelos desde Londres, Fráncfort y París.
Desde Norteamérica
Los vuelos desde Norteamérica son en forma directa, sin realizar combinaciones si son tomados desde las principales ciudades de Estados Unidos y Canadá.
Desde Europa
Desde varios aeropuertos europeos hay vuelos directos hacia Japón y Okinawa, siendo los principales desde la ciudad de París y Londres. A pesar de ello, existen vuelos desde las principales ciudades europeas, pero llegan a varios aeropuertos de Japón, haciendo la combinación correspondiente. En la tabla se detalla los tiempos de viaje interno entre el aeropuerto de origen y el aeropuerto de Naha.
| Origen                | Tiempo | Observación                        |
| --------------------- | ------ | ---------------------------------- |
| Aeropuerto de Narita  | 2:45   | Transporte al aeropuerto de Haneda |
| Aeropuerto de Nagoya  | 2:30   |                                    |
| Aeropuerto de Kansai  | 2:10   |                                    |
| Aeropuerto de Kansai  | 2:15   | Transporte al aeropuerto de Itami  |
| Aeropuerto de Fukuoka | 1:40   |                                    |
| Shanghái              | 2:00   |                                    |
| Taipéi                | 1:30   |                                    |
| Seúl                  | 2:15   |                                    |
| Manila                | 2:30   |                                    |

### Transporte marítimo
Para viajar vía marítima, la ciudad de Naha, capital de la Prefectura de Okinawa posee tres grandes puertos que posee tráfico comercial entre Okinawa y Japón, y con los otros países cercanos.
- Puerto de Naha: Existen servicios entre Okinawa y la prefectura de Kagoshima con puntos intermedios para la isla principal de Japón y la isla de Yoron.
- Puerto de Tomari: Desde Tomari existen salidas a las islas de Ie, Tokashiki, Zamami, Aka, Tonaki, Kumejima, Aguni, Minami Daito y Kita Daito.
- Puerto de Aja (Naha Shinko): Este puerto se denomina como "Nuevo Puerto de Naha", tiene servicios entre Okinawa y Tokio, Kōbe, Taiwán y otras islas del archipiélago.

## Ocupación militar de Estados Unidos
La ocupación militar de Estados Unidos en Japón se debe a una consecuencia directa del tratado de paz que marcó el final de la Segunda Guerra Mundial, donde Japón aceptaba la deposición de las armas. Durante este conflicto, Estados Unidos y Japón se enfrentaron la batalla de Okinawa en 1945, donde el ejército estadounidense ocupó gran parte de la prefectura de Okinawa, estableciendo un gobierno provisional, siendo ratificado con el tratado de San Francisco firmado 8 de septiembre de 1951.
Según las bases del mismo tratado, se cedía el territorio japonés situado al sur del paralelo 29.º a Estados Unidos para ejercer todos los poderes administrativos, legislativos y de jurisdicción tanto en el territorio así como la población que se encontraba en las islas, incluyendo las aguas territoriales; entre estos territorios se incluían las islas Ryukyu que fueron administradas con el nombre de Gobernación de las islas Ryukyu (琉球政府 Ryūkyū seifu?, en inglés: Government of the Ryukyu Islands). Sin embargo, el 14 de mayo de 1972 y después de un referéndum, Okinawa volvió a ser parte de Japón en todos los aspectos marcados en el tratado de paz, pero algunas bases militares aún se mantienen en la isla.

### Bases militares
En el territorio de la prefectura de Okinawa, se encuentra una pequeña concentración de bases militares, las cuales por motivos históricos y políticos se han mantenido en el área.
- Base aérea de Kadena
- Base del Cuerpo de Marina Smedley D. Butler
  - Estación aérea de la Marina de Futenma
  - Campo Courtney
  - Campo Foster
  - Campo Hansen
  - Campo Kinser
  - Campo Mctureous
  - Camp Schwab
  - Área de entramiento del Norte
- Puerto Militar de Naha
- Instalaciones de la Armada White Beach
- Campo Lester
- Torii Station
- Campo Shields

### Controversias
Durante la presencia del Ejército de Estados Unidos, se ha dado empleo a los residentes de las comunidades cercanas a las bases militares. En sus trabajos, algunos de los habitantes sintieron que su nivel de vida y los derechos humanos fueron violados por cerca de 50 años luego de concluida la guerra, ya sea por los graves daños al medio ambiente debido a los altos niveles de contaminación que salían desde las alcantarillas, accidentes aéreos o por los crímenes cometidos por personal del ejército de Estados Unidos.
Los problemas consiguientes por los crímenes militares (incluyendo la extraterritorialidad), una economía local que depende de la base militar y otros factores que continúan presentándose en Okinawa, y tiene sus raíces en una época temprana en el período de posguerra. El 4 de septiembre de 1995, tres mecánicos violaron a una niña de 12 años, provocando una de las protestas más grandes contra los militares. En noviembre de 1995, un grupo llamado "Las Mujeres de Okinawa actúan en contra de la violencia militar" comenzó a hacer denuncias de los crímenes cometidos por los militares estadounidenses.

### Armas nucleares
Okinawa es una de numerosas islas de Japón que han sido utilizadas por los Estados Unidos para almacenar armas nucleares, de acuerdo a Robert S. Norris, William M. Arkin, y William Burr que escribieron para el Bulletin of Atomic Scientists a principios del año 2000. Esto va en contra de la Constitución de Japón que dice explícitamente que no está en contra de las armas nucleares, pero sí de la guerra. Actualmente el sitio de almacenamiento es desconocido, como un secreto a voces que es guardado por el gobierno de Estados Unidos.

### Reubicación de la Base de Futenma
Los gobiernos de Estados Unidos y Japón acordaron el 26 de octubre de 2005 mover la Base aérea del cuerpo de Marina de Futenma desde su ubicación, en la ciudad de Ginowan, la cual estaba muy poblada, a un lugar muy distante al norte llamado Campo Schwab. Bajo este plan, cientos de Infantes de Marina serían reubicados. Este movimiento se realizó para evitar las constantes tensiones entre los Infantes de Marina y la ciudadanía de Okinawa. A pesar de este beneficio, grupos ambientalistas y residentes cercanos a las construcciones de Campo Schwab, junto a los empresarios y políticos relacionados con Futenma y Henoko comenzaron a manifestarse.
La legalidad de la reubicación del helipuerto fue cuestionada por considerarse como una violación de las leyes internacionales, incluyendo la Convención del Patrimonio Mundial, la Convención de la Diversidad Biológica y la Convención para Salvar el Patrimonio Cultural Intangible, denunciado en un artículo titulado "Boundary Intersections of UNESCO Heritage Conventions: Using Custom and Cultural Landscapes to Save Okinawa’s Dugong Hábitat from U.S. Heliport Construction". El artículo incluso cuestiona el uso actual del Campo Schwab para el entrenamiento anfibio de los infantes, lo cual violaría las tres convenciones.